# Dorota saska

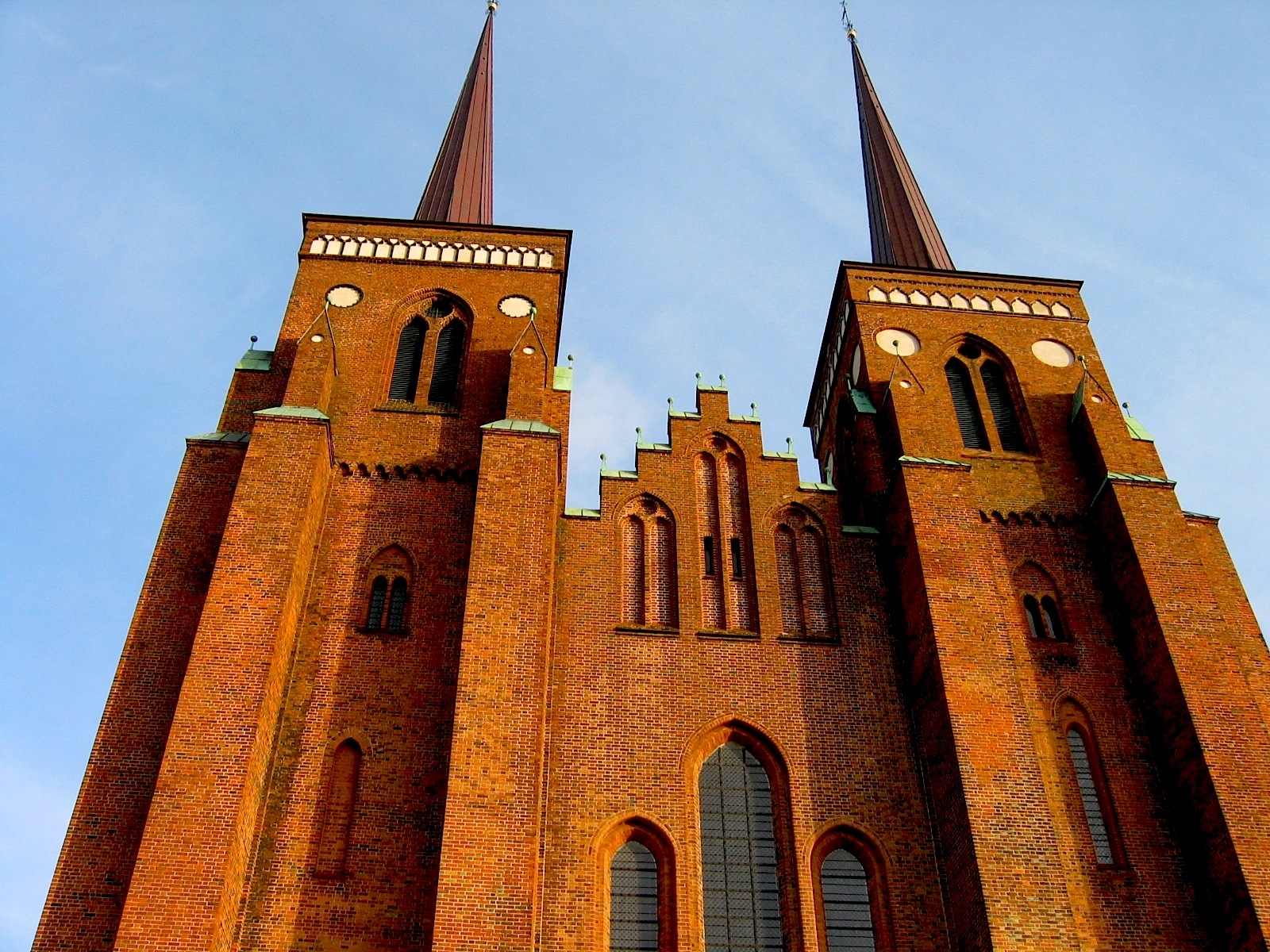
Katedra w Roskilde, gdzie została pochowana królowa Dorota

Dorota saska, duń. Dorothea af Sachsen-Lauenburg (ur. 9 lipca 1511 w Lauenburgu, zm. 7 października 1571 w Sønderborgu) – królowa Danii i Norwegii. Córka Magnusa I ks. Saksonii-Lauenburga (ok. 1480-1543) i Katarzyny (†1563), córki Henryka IV, księcia Brunszwiku-Lüneburga. Jej siostrą była Katarzyna, królowa Szwecji, pierwsza żona króla Gustawa I Wazy.

## Małżeństwo i koronacja
Kiedy Dorota wychodziła za mąż w 1525 roku w Lauenburgu za następcę tronu duńskiego i przyszłego króla Danii i Norwegii Chrystiana III wcale nie było jasne, czy jej mąż i ona, oboje zadeklarowani luteranie, zasiądą na tronie duńskim. Były to czasy poprzedzające reformację, której losy w Danii były wciąż niepewne. Istniała obawa, że w wypadku porażki ruchów reformacyjnych na tronie Danii mógł zasiąść młodszy brat Chrystiana, Jan. Małżeństwo Doroty i Chrystiana ułożyło się dobrze. Zanim Chrystian zasiadł na tronie Danii młoda para mieszkała na zamku w Haderslev w raczej skromnych warunkach, co spowodowane było dość konserwatywnym podejściem do spraw ekonomicznych ojca Chrystiana, Fryderyka I. Para królewska została koronowana w 1537 w katedrze kopenhaskiej. Na uroczystość tę Dorota jechała na białym koniu obok męża. Królowa często towarzyszyła swojemu mężowi w podróżach.

## Życiorys
Już od samej młodości Dorota była przekonaną luteranką. Jej charakter dominowały upór i silne poczucie sprawiedliwości. Była troskliwą, ale i surową matką. Doprowadziło to do późniejszych napiętych stosunków z synem, przyszłym królem Danii Fryderykiem II, którego bez powodzenia usiłowała odciągnąć od pijaństwa. Królowa Dorota poświęciła się przede wszystkim rodzinie, ale była również aktywna na scenie politycznej i uczestniczyła jako pośrednik w negocjacjach z cesarzem Karolem V w Spirze w 1544. Miała też pewien wpływ na decyzje polityczne podejmowane przez męża. Po śmierci męża próbowała pozostać aktywna na scenie politycznej i np. radziła swojemu synowi Fryderykowi II, aby nie rozpoczynał wojny ze Szwecją, ale bez skutku. Jej stosunki z synem nie układały się najlepiej od czasów, kiedy wraz z mężem usiłowała pozbyć się jednej ze swych dam dworu, Anny Hardenberg, którą jej syn interesował się zanadto. Para królewska usiłowała wydać ją za mąż i w ten sposób rozwiązać kwestię niepożądanego zainteresowania następcy tronu osobą Anny.
Zarówno królowa Dorota jak i jej syn byli osobami upartymi, a ponadto Fryderyk II uważał, że matka nie uznaje jego autorytetu jako władcy Danii, co doprowadziło zaniku zaufania między nim a matką. Po śmierci męża Dorocie rzeczywiście trudno było przystosować się do roli królowej-matki. Chociaż fakt, że jej najstarszy syn pozostawał w stanie bezżennym, czynił ją ciągle pierwszą damą królestwa. Fryderyk II zarzucał matce faworyzowanie jego młodszego rodzeństwa oraz mieszanie się do spraw politycznych za jego plecami. Dorota, która dążyła do przerwania wojny duńsko-szwedzkiej poprzez doprowadzenie do małżeństwa swojego młodszego syna Magnusa z którąś ze szwedzkich księżniczek, dawała tym samym starszemu synowi, Fryderykowi II, powody do dalszych podejrzeń i nieufności. Kiedy w Koldyndze umierał jej mąż, Chrystian III, pisała kilkakrotnie do syna do Malmö, prosząc go o przybycie do łoża umierającego ojca, ale ten milczał, mając ojcu za złe incydent z Anną Hardenberg.

## Wdowieństwo i śmierć
Po śmierci męża królowa zamieszkała na zamku w Koldyndze, gdzie już w 1559 r. (a więc zaraz po jego śmierci) snuła plany ponownego zamążpójścia, tym razem za przyrodniego brata swego zmarłego męża, księcia Szlezwiku-Holsztyna Jana Starszego (1521-1580), w którym się zakochała. Małżeństwu temu przeciwstawiał się Kościół luterański ze względu na zbyt bliskie pokrewieństwo, a rodzina królewska ze względów dynastycznych i politycznych.
Królowa interesowała się także genealogią rodzinną i zamówiła wspaniałe tablice genealogiczne rodzin swojego męża i swojej własnej. Stała na czele Gildii Niezamężnych Dam, którym pomagała znaleźć odpowiednich mężów. Była w tej dziedzinie bardzo aktywna, co irytowało jej najstarszego syna Fryderyka II, któremu także pragnęła znaleźć odpowiednią żonę. Fryderyk II ożenił się dopiero po śmierci matki. Zabawnym epizodem gorliwości królowej na polu kojarzenia młodych par był przypadek szlachcica duńskiego Christena Munka. Munk uległ wypadkowi koło Koldyngi. Na wieść o tym królowa Dorota kazała go sprowadzić na zamek w Koldyndze, gdzie otoczono go opieką, a ona sama zajęła się kojarzeniem rannego kawalera z Dorte Gyldenstierne. Ślub młodej pary odbył się na koszt króla.
Królowa Dorota lubiła wobec gości pokazywać wystawność życia swojego dworu, ale na co dzień potrafiła być dość skąpa i kazała np. zlikwidować zwyczajowy posiłek dla zatrudnionych przy pracach na zamku chłopów. Mimo to otaczała opieką lokalną szkołę w Koldyndze. Miała też bardzo surowe poczucie sprawiedliwości i domagała się, aby złodziei wieszano bez pardonu, a czarownice palono na stosie.
Królowa Dorota zmarła w Sønderborgu, gdzie też została najpierw pochowana. W 1581 jej trumna została przeniesiona z kaplicy zamkowej w Sønderborgu i złożona u boku męża w katedrze w Roskilde. Jej syn, Fryderyk II, nie pojawił się przy łożu umierającej matki.

## Potomstwo
- Anna (1532–1585), żona Augusta Wettyna, elektora Saksonii
- Fryderyk II (1534–1588)
- Magnus (1540–1583)
- Jan II, książę Schleswig-Holstein-Sonderburg-Plön (1545–1622)
- Dorota (1546–1617), żona Wilhelma, księcia Brunszwiku-Lüneburga-Celle.